# Emmanuel-Jean-François Verrolles
Emmanuel-Jean-François Verrolles (Caen, 12 aprile 1805 – Ing-Tse, 29 aprile 1878) è stato un missionario e vescovo cattolico francese.

## Biografia
Ordinato prete a Bayeux nel 1828, esercitò inizialmente il ministero sacerdotale nel Calvados e l'8 luglio 1830 entrò nel seminario per la missioni estere di Parigi. Fu assegnato alla missione cinese dello Sichuan.
Nel 1838 papa Gregorio XVI creò il vicariato apostolico di Manciuria e Mongolia e vi pose a capo Verrolles, eletto vescovo di Columbica in partibus. Fu consacrato vescovo a Taiyuan nel 1840 dal vescovo Gioacchino Salvetti, vicario apostolico dello Shanxi.
Tornò in Europa una prima volta per discutere con Gregorio XVI di alcuni problemi concernenti la sua missione e, su consiglio del pontefice, percorse le diocesi di Francia per far conoscere l'Opera di Propaganda fide.
Visitò papa Pio IX a Gaeta e cercò di convincerlo a tornare a Roma.
Ripartito per la Manciuria, inviò missionari presso i tartari e in Siberia; fondò la congregazione indigena delle Vergini del Sacro Cuore di Maria.
Si recò a Roma per partecipare al Concilio Vaticano I e poi, nonostante l'età avanzata e la salute malferma, rientrò nel suo vicariato apostolico, dove si spense.

## Genealogia episcopale e successione apostolica
La genealogia episcopale è:
- Cardinale Guillaume d'Estouteville, O.S.B. Clun.
- Papa Sisto IV
- Papa Giulio II
- Cardinale Raffaele Riario
- Papa Leone X
- Papa Clemente VII
- Cardinale Antonio Sanseverino, O.S.Io. Hier.
- Cardinale Giovanni Michele Saraceni
- Papa Pio V
- Cardinale Innico d'Avalos d'Aragona, O.S. Iacobi
- Cardinale Scipione Gonzaga
- Patriarca Fabio Biondi
- Papa Urbano VIII
- Cardinale Cosimo de Torres
- Cardinale Francesco Maria Brancaccio
- Vescovo Miguel Juan Balaguer Camarasa, O.S.Io. Hier.
- Papa Alessandro VII
- Cardinale Neri Corsini
- Vescovo Francesco Ravizza
- Cardinale Veríssimo de Lencastre
- Arcivescovo João de Sousa
- Vescovo Álvaro de Abranches e Noronha
- Cardinale Nuno da Cunha e Ataíde
- Cardinale Tomás de Almeida
- Cardinale João Cosme da Cunha, O.R.C.
- Arcivescovo Francisco da Assunção e Brito, O.E.S.A.
- Vescovo Alexandre de Gouveia, T.O.R.
- Vescovo Caetano Pires Pereira, C.M.
- Vescovo Gioacchino Salvetti, O.F.M. Obs.
- Vescovo Emmanuel-Jean-François Verrolles, M.E.P.

La successione apostolica è:
- Vescovo Jean-Joseph-Jean-Baptiste Ferréol, M.E.P. (1843)
- Vescovo Siméon-François Berneux, M.E.P. (1854)